# Vigil in a Wilderness of Mirrors
Vigil in a Wilderness of Mirrors (englisch für: Wache in einer Wildnis von Spiegeln) ist das erste Soloalbum des schottischen Musikers Fish. Es erschien im Januar 1990 bei EMI.

## Entstehung und Veröffentlichung
Fish und Marillion hatten sich im November 1988 wegen musikalischer Differenzen getrennt und Fish sich nach Haddington zurückgezogen. Fish hatte jedoch schon Pläne für eine Solokarriere, bei denen er von Mickey Simmonds unterstützt wurde. Ein erster Auftritt folgte im Oktober 1989 mit Simmonds als Keyboarder, Frank Usher und Robin Boult als Gitarristen, Steve Brzezicki als Bassist und Mark Brzezicki als Schlagzeuger. Simmonds, Usher und Mark Brzezicki waren neben weiteren namhaften Musikern (u. a. Hal Lindes, Janick Gers, John Giblin, Davy Spillane, Aly Bain) auch an den Aufnahmen zu Fishs Solodebüt beteiligt. Es wurde von John Kelly produziert und erschien auf LP, Picture Disc, MC und CD; „The Voyeur ( I Like to Watch)“ war dabei nur auf MC und CD zu finden. Eine remasterte CD-Fassung mit Bonus-Titeln (Demoaufnahmen und B-Seiten) kam 1997 auf den Markt.
Das Cover wurde von Mark Wilkinson gestaltet, von dem auch schon die Cover der bisherigen Marillion-Alben stammten. Das Covermotiv der ersten Auflagen enthielt zahlreiche, offene und verdeckte, Anspielungen und Affronts auf Marillion, deren verbliebene Musiker und deren damaliges Management. Spätere Auflagen des Albums wurden mit einem geänderten Artwork ausgestattet, bei denen diese Anspielungen relativiert wurden.

## Titelliste
1. Vigil – 8:43
2. Big Wedge – 5:19
3. State of Mind – 4:42
4. The Company – 4:04
5. A Gentleman’s Excuse Me – 4:15
6. The Voyeur (I Like to Watch) – 4:42 (nur auf MC und CD)
7. Family Business – 5:14
8. View from the Hill – 6:38
9. Cliché – 7:01

Bonus-Titel
1. Jack and Jill – 4:28
2. Internal Exile (Demo) – 4:51
3. The Company (Demo) – 4:30
4. A Gentleman’s Excuse Me (Demo) – 3:54
5. Whiplash – 4:25

## Stil
Der Stil von Vigil in a Wilderness of Mirrors erinnert in Teilen an den Neo-Prog von Marillions ersten vier Alben, weist aber auch Einflüsse aus Popmusik, Folk und Pink Floyds Artrock auf. Fishs markanter Gesang und seine Liedtexte sind auch hier, wie auf den ersten Marillion-Alben, prägend.

## Rezeption
Das Album gilt als Fishs beste Soloveröffentlichung. John Franck von Allmusic hebt besonders die epischen, bewegenden und emotionalen Stücke hervor, Michael Büttgen von den Babyblauen Seiten lobt die „[h]ervorragende[n], mitreißende[n] Songs, sowie den eigenständigen, unverwechselbaren und – vor allem – GUTEN Gesang des Ex-Marillion-Frontmans.“ Das Musikmagazin eclipsed fragt zwar: „War das noch Prog?“ Es nahm Vigil in a Wilderness of Mirrors jedoch in seine Liste der 150 wichtigsten Prog-Alben auf.